# Kohlwald (Bullau)
Der Kohlwald ist ein 560,4 m ü. NHN hoher bewaldeter Berg im Odenwald und liegt im Westen der Gemarkung Bullau der Kreisstadt Erbach im Odenwaldkreis in Hessen.
Obwohl die topographischen Karten den Kohlwald nicht als Berg benennen, sondern eher der hier liegende Walddistrikt so benannt wird, liegt im Kohlwald die höchste Erhebung des Odenwaldkreises und damit auch der höchstgelegene Punkt in dem sanft gewellten Plateau der Würzberger Platte, einer naturräumlichen Untereinheit des Buntsandstein-Odenwalds.
Kohlwald ist eine im Odenwald öfters anzutreffende Bezeichnung für ein Waldstück und sie erklärt sich dadurch, dass in früheren Jahrhunderten in solchen Wäldern die Köhlerei betrieben wurde.
Der Kohlwald ist Teil eines größeren zusammenhängenden Waldgebietes, das sich vom Mümlingtal im Westen bis über die Landesgrenze nach Bayern im Osten erstreckt und er grenzt an die Feldgemarkung von Bullau, die in diesem Waldgebiet als Rodungsinsel liegt. 
Durch den Kohlwald führt die Kreisstraße 42, die Bullau mit dem gut drei Kilometer nördlich des Kohlwald liegenden Stadtteil Erlenbach verbindet.